# Diabrotica serrozulensis
Diabrotica serrozulensis là một loài bọ cánh cứng trong họ Chrysomelidae. Loài này được Bechyne & Bechyne miêu tả khoa học năm 1962.